# Western White House
Pour les articles homonymes, voir White House.

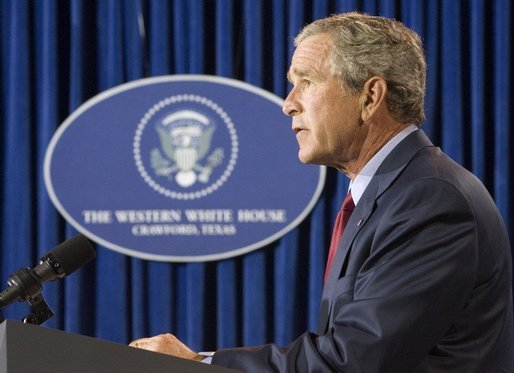
Le président George W. Bush fait des commentaires sur l'ouragan Katrina et la constitution irakienne depuis son ranch de Crawford, au Texas le dimanche 28 août 2005.
Le logo en arrière-plan fut créé par l'administration Bush en août 2001, il porte l'inscription « The Western White House / Crawford, Texas »

La Western White House (littéralement « Maison-Blanche occidentale ») est l'expression couramment employée par les médias américains pour désigner les différentes résidences ou lieux de villégiatures privés de certains présidents des États-Unis en exercice, situés généralement dans l'Ouest des États-Unis. Le terme de White House est ainsi employé car les présidents travaillent, reçoivent des collaborateurs ou des personnalités politiques américaines ou étrangères voire donnent des conférences de presse dans ces résidences privées, comme ils peuvent le faire à la Maison-Blanche, leur résidence officielle à Washington.
Ce nom fut ainsi utilisé pour désigner les résidences ou lieux de villégiature habituels des présidents Franklin Roosevelt à Hawaii, Lyndon Johnson au Texas, Richard Nixon en Californie, Gerald Ford dans le Colorado, Ronald Reagan en Californie et George W. Bush au Texas. La résidence de ce dernier à Crawford, le ranch Prairie Chapel est la dernière résidence à avoir été qualifiée ainsi de manière quasi officielle. Le président Barack Obama ne possédait pas de résidence de villégiature privée.

## Historique
La première utilisation du nom apparut lors de la Seconde Guerre mondiale et désigna le Royal Hawaiian Hotel à Honolulu à Hawaii dans lequel le président Roosevelt résida et travailla brièvement. Ne pouvant utiliser un yacht présidentiel comme ses prédécesseurs pour fuir la chaleur d'été de Washington, à cause des sous-marins allemands, une villégiature sommaire fut aménagée dans le Catoctin Mountain Park, dans les montagnes du Maryland à une centaine de kilomètres au nord-est de Washington où Roosevelt travailla et reçut des personnalités. Ces installations prendront plus tard le nom de Camp David (donné par le président Eisenhower d'après le prénom de son petit-fils). Camp David est quelquefois aussi connu aussi sous le nom de Weekend White House. Le président Roosevelt séjournait aussi régulièrement dans une petite maison surnommée Little White House à Warm Springs en Géorgie.
Les premières dépenses gouvernementales pour des améliorations d'une résidence présidentielle privée le furent à la ferme de Gettysburg, propriété d'Eisenhower (désormais le Eisenhower National Historic Site) où le Secret Service ajouta trois postes de garde. Aujourd'hui, la loi fédérale permet au président en exercice de désigner une résidence en dehors de la Maison-Blanche comme bureau temporaire, de l'argent fédéral peut donc être utilisé pour l'équipement et la sécurisation nécessaires de cette résidence à l'exercice de la présidence.
John Kennedy résidait souvent l'été à Hyannisport, propriété de la famille Kennedy au Cap Cod dans le Massachusetts mais celle-ci ne reçut ni le nom de Western White House (ce qui n'aurait pas eu de sens, le Massachusetts se trouvant au nord-est de Washington), ni d'autres noms.
Durant l'administration Johnson, son ranch (le LBJ Ranch, désormais Lyndon B. Johnson National Historical Park) sur la Pedernales River au Texas, servit de Western White House. De la même façon, Richard Nixon et Ronald Reagan se rendaient souvent dans leur propriété californienne durant leur présidence. Nixon allait à La Casa Pacifica à San Clemente, tandis que Reagan passa près d'un huitième du temps de sa présidence dans son Rancho del Cielo (en) dans le comté de Santa Barbara. Reagan passa aussi beaucoup de temps au Century Plaza Hotel à Los Angeles, que la presse rebaptisa aussi un temps Western White House. Ces propriétés furent reconnues comme résidences présidentielles et bénéficièrent de substantiels fonds fédéraux pour accroitre leur sécurité et leurs moyens de communications et y apporter diverses autres améliorations. Nixon avait aussi une propriété à Key Biscayne en Floride, qui était connue sous le nom de Southern White House ou de Florida White House.
Gerald Ford mena une part importante des affaires du pays depuis The Lodge à Vail dans le Colorado, qui prendra également le nom de Western White House durant sa présidence.
Bill Clinton n'avait pas de résidence personnelle et n'en possédait pas non plus quand il était gouverneur de l'Arkansas. Ce n'est qu'après la fin de son second mandat, que son épouse Hillary ont acheté une résidence à New York).

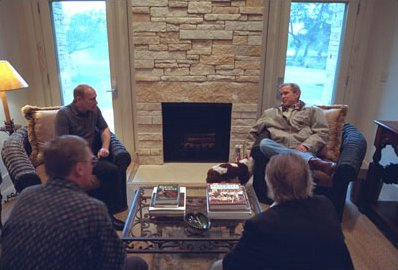
Le président George W. Bush et le président russe Vladimir Poutine dans le ranch de Bush à Crawford au Texas. La maison a été dessinée par le professeur David Heymann.

Pendant la présidence de George W. Bush, la Western White House officielle était son domicile personnel, le ranch Prairie Chapel, à Crawford au Texas. L'administration Bush créa même en août 2001 un logo pour cette Western White House. Il était accroché lors des points presse qui s'y déroulaient. L'ovale bleu portait le sceau du président des États-Unis avec l'inscription « The Western White House / Crawford, Texas »,.
Les opérations de presse quotidienne à Crawford étaient réalisées depuis le gymnase de la Crawford Middle School, situé à plusieurs kilomètres du ranch présidentiel. Ainsi la grange délabrée devenue célèbre car elle servait d'arrière-plan aux correspondants de télévision durant leur reportage était le local servant de remise de l'école et n'avait aucun rapport avec le ranch.
Pendant sa présidence Barack Obama ne possédait pas de résidence secondaire, juste son ancien domicile, une maison dans le quartier urbain de Hyde Park, non loin du centre de Chicago. Il s'y est rendu en tant que président une première fois pour y passer le week-end de la Saint-Valentin en famille, le 13 février 2009. Il avait précisé en décembre 2008 qu'il essayerait de s'y rendre en famille au moins une fois tous les deux mois pour y voir ses amis et des parents. Mais ni lui, ni les médias n'ont jamais utilisé le terme de Western White House pour la désigner, Barack Obama ayant simplement dit lors d'une interview en décembre 2008 que « [son] Kennebunkport est le South Side de Chicago » (Kennebunkport est la ville dans laquelle se trouvait la résidence Bush, propriété de l'ancien président George Bush père dans le Maine).

## Source
- (en) Cet article est partiellement ou en totalité issu de l’article de Wikipédia en anglais intitulé « Western White House » (voir la liste des auteurs).